# 馬德里—埃斯特雷馬杜拉高速鐵路

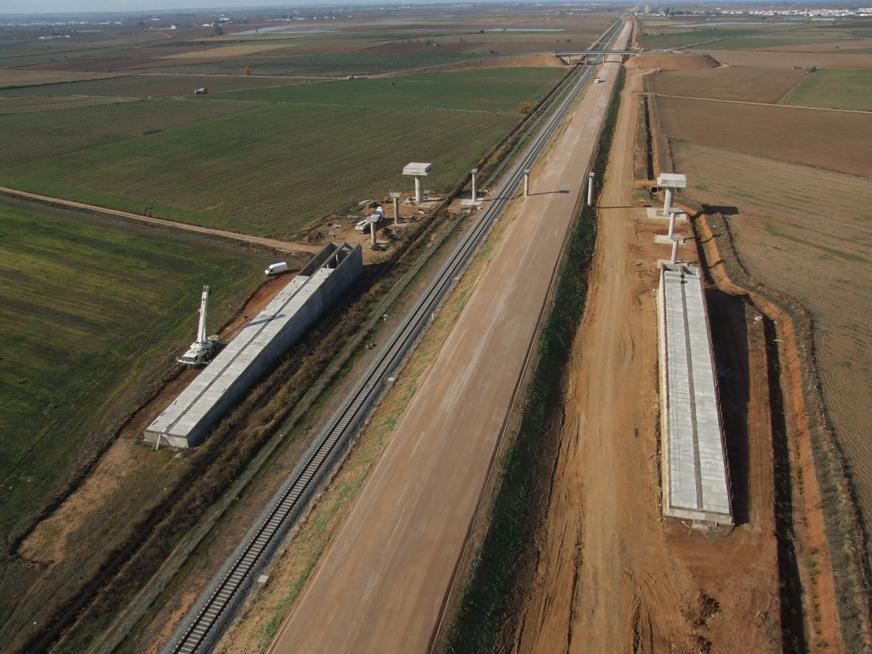
興建中的高鐵

馬德里－埃斯特雷馬杜拉高速鐵路（西班牙語：Línea de alta velocidad Madrid-Extremadura），是西班牙一條興建中的高速鐵路，連接首都馬德里及葡萄牙邊境城市巴達霍斯。工程耗資3.121億歐元。2016年，歐洲聯盟的歐洲地區發展基金給予西班牙2.051億歐元，以便鋪設納瓦爾莫拉爾德拉馬塔與梅里達之間的軌道。截至2021年7月，巴達霍斯-梅里達段開始電氣化，巴達霍斯–普拉森西亞段則計劃於2023年建成，而普拉森西亞-納瓦爾莫拉爾德拉馬塔段則預計於2025年完工。馬德里-奧羅佩薩段是工程最慢的一段，截至2021年仍在研究階段。塔拉韋拉-德拉雷納的地方政府要求高鐵不要從該鎮的地下通過 。預計2030年全線完工後，馬德里-巴達霍斯的全程時間預計將縮短至2小時31分鐘。

## 延長至葡萄牙
路線預計還會延長至葡萄牙，形成馬德里－里斯本高速鐵路，該線是泛歐洲高速鐵路網其中一條鐵路線，該網也是全歐交通網絡的一部分。該網於1996年7月23日由歐洲議會命令96/48/EC確定。
2012年，葡萄牙宣佈取消計劃，理由是財政上不可行。
不過2020年，工程重新在葡萄牙提上日程，葡萄牙政府將工程視為對葡萄牙鐵路的重要投資。目前工程預計於2030年通車。現時計劃是分段通車：首先是巴達霍斯–埃爾瓦什–埃武拉（並前往錫尼什港），這一段正在興建中，然後第二階段路線將經Poceirão，然後在一條新建的橫跨塔古斯河的大橋連接至里斯本。此線如果成功，將來亦可連接至新里斯本－波爾圖高速鐵路以及波爾圖－維戈高速鐵路（兩線皆處於規劃階段）
。